# 仰天クイズ! 珍ルールSHOW
『仰天クイズ! 珍ルールSHOW』（ぎょうてんクイズ!ちんルールショー）は、テレビ東京系列で、2011年4月26日から2012年9月4日まで毎週火曜日の19:54 - 20:54（日本時間）で放送されたクイズ・教養バラエティ番組である。

## 概要
- 2010年12月3日に「仰天クイズ!世界の珍ルールSHOW」として特別番組が放送された経緯を持つ。現在レギュラーの関根とローラはこの回から出演していた。
- 『所変わればルールも変わる』をコンセプトに本番組は世界の珍しいルール（法律・風習・儀式など）を採り上げたクイズバラエティ番組である。また、視聴者からの投稿で採用された珍ルールは賞金1万円が獲得出来る。
- なお、ローカルセールス枠のため、局によって野球中継で休止あるいは放送日時変更の場合がある。
- 当初は国内海外問わず様々なルールを中心に出題していたが、後に国内のルール問題や企業の裏側問題が中心になり、2012年4月以降は焼肉が好き過ぎる街などご当地では当たり前の驚きのルールが問題のメインとなっていた。
- 2012年10月の改編で、同年9月4日放送分で本番組は終了した。後番組には当番組の前枠（19:00 - 19:54）に放送されていた『ありえへん∞世界』が当枠に移動した。

## 出演

### 司会
- タカアンドトシ
- 繁田美貴（テレビ東京アナウンサー）

### レギュラーパネラー
- 関根勤
- ゴリ（ガレッジセール）
- ローラ・チャン

主な席順
| 1枠  | 2枠    | 3枠    | 4枠    | 5枠  |
| 関根 | ゲスト | ゲスト | ローラ | ゴリ |
| ---- | ------ | ------ | ------ | ---- |

### 解説
- 八代英輝
  - 当初は解説のみだったが現在は実質6番目の回答者として問題に答えている。

## スタッフ
- ナレーション：立木文彦、阪井あかね、赤平大
- 監修：八代国際法律事務所
- 構成：アリエシュンスケ、カミヤチョウ、佐久間亮平、松田敬三、江戸川ダビ夫、矢野了平、石井裕之、石坂伸太郎
- 技術：菊池裕介
- 映像：辻源之、北村宏一
- カメラ：吉田健吾、末永尚亨
- 音声：五十嵐公彦、西山恵美子
- 照明：長治憲明、宮尾淳一
- 美術デザイン：薬王寺哲朗
- 美術進行：三重野基
- 装置：高間将太
- 小道具：舘直樹
- 電飾：テルミック
- メイク：山田かつら
- TK：葛貫明子
- デスク：西野友貴
- 編集：朝日豊・佐々木智司（麻布プラザ）
- MA：浅井佑人（麻布プラザ）
- 音響効果：篠原光（佳夢音）
- CG・デザイン：小室泰樹（コーラルレッド）
- VTRCG：ぴーたん
- 番宣：山室泰造
- 技術協力：テクノマックス
- 美術・照明協力：テレビ東京アート
- ロケ技術：元気、共同テレビ、ループ、スウィッシュジャパン、ビデオジャーナル、港屋、ファーストハンド、ヌーベルバーグ、インテック、デーピー企画、オフィスてら、ジェイ・クルー、北陸メディアセンター、テーク・ワン、札幌映像プロダクション、iチェーン、企作工舎、Zeta、MABU、ティ・ピー・ブレーン、ボックス、エムズプロ　他
- リサーチ：スコープ、プラモ、ニューズクリエイト、ビスポ
- 制作協力：花組、nexus、JUMP、en NETWORK
- 制作進行：波多野真代
- AP：遠藤充子、関根由美子、谷内愛、嶺村友江
- ディレクター：工藤和彦、眞中博司、小比類巻将範、久田光彦、丸山仁、高田英俊、勝俣幸多、根本太郎、加藤裕之、田村容子、森本泰介、井村泰二郎、尾崎義史、如沢大介、菅沼修平、小野哲司、祖父江里奈、岡本光弘、高橋真琴、伊藤雄太、斉藤俊、杠政寛、生越直紀
- 演出：牛嶋創一、柴幸伸、山下和之、八木沼邦彦（週替り担当）
- プロデューサー：飯田進、久保田芳樹（途中まで）、芦田政和、新井丈二（途中まで）、二階堂耕史
- 総合演出：矢部宏光
- プロデューサー：内田久善
- 製作著作：テレビ東京

## ネット局

### パイロット版
| 対象対象地域   | 放送局         | 系列           | 放送日時                    | 遅れ       |
| -------------- | -------------- | -------------- | --------------------------- | ---------- |
| 関東広域圏     | テレビ東京     | テレビ東京系列 | 2010年12月3日 21:00 - 22:48 | 制作局     |
| 北海道         | テレビ北海道   | テレビ東京系列 | 2010年12月3日 21:00 - 22:48 | 同時ネット |
| 愛知県         | テレビ愛知     | テレビ東京系列 | 2010年12月3日 21:00 - 22:48 | 同時ネット |
| 大阪府         | テレビ大阪     | テレビ東京系列 | 2010年12月3日 21:00 - 22:48 | 同時ネット |
| 岡山県・香川県 | テレビせとうち | テレビ東京系列 | 2010年12月3日 21:00 - 22:48 | 同時ネット |
| 福岡県         | TVQ九州放送    | テレビ東京系列 | 2010年12月3日 21:00 - 22:48 | 同時ネット |

### レギュラー版
| 放送対象地域   | 放送局             | 系列           | 放送日時                     | 遅れ       |
| -------------- | ------------------ | -------------- | ---------------------------- | ---------- |
| 関東広域圏     | テレビ東京         | テレビ東京系列 | 火曜 19:54 - 20:54           | 制作局     |
| 北海道         | テレビ北海道       | テレビ東京系列 | 火曜 19:54 - 20:54           | 同時ネット |
| 愛知県         | テレビ愛知         | テレビ東京系列 | 火曜 19:54 - 20:54           | 同時ネット |
| 大阪府         | テレビ大阪         | テレビ東京系列 | 火曜 19:54 - 20:54           | 同時ネット |
| 岡山県・香川県 | テレビせとうち     | テレビ東京系列 | 火曜 19:54 - 20:54           | 同時ネット |
| 福岡県         | TVQ九州放送        | テレビ東京系列 | 火曜 19:54 - 20:54           | 同時ネット |
| 滋賀県         | びわ湖放送         | 独立UHF局      | 火曜 19:54 - 20:54           | 同時ネット |
| 和歌山県       | テレビ和歌山       | 独立UHF局      | 火曜 19:54 - 20:54           | 同時ネット |
| 奈良県         | 奈良テレビ         | 独立UHF局      | 火曜 19:54 - 20:47           | 遅れネット |
| 福島県         | 福島放送           | テレビ朝日系列 | 土曜 9:30 - 10:30            | 遅れネット |
| 新潟県         | 新潟テレビ21       | テレビ朝日系列 | 土曜 12:00 - 13:00           | 遅れネット |
| 熊本県         | 熊本朝日放送       | テレビ朝日系列 | 土曜 15:00 - 15:55           | 遅れネット |
| 鹿児島県       | 鹿児島放送         | テレビ朝日系列 | 放送時間不詳                 | 遅れネット |
| 石川県         | 北陸放送           | TBS系列        | 土曜 13:05 - 14:00           | 遅れネット |
| 大分県         | 大分放送           | TBS系列        | 日曜 10:30 - 11:30           | 遅れネット |
| 島根県・鳥取県 | 山陰放送           | TBS系列        | 土曜 14:00 - 14:54           | 遅れネット |
| 沖縄県         | 琉球放送           | TBS系列        | 金曜 13:55 - 14:55           | 遅れネット |
| 山形県         | テレビユー山形     | TBS系列        | 日曜 14:00 - 14:54           | 遅れネット |
| 愛媛県         | あいテレビ         | TBS系列        | 日曜 13:00 - 13:54           | 遅れネット |
| 岩手県         | 岩手めんこいテレビ | フジテレビ系列 | 日曜 13:55 - 14:55           | 遅れネット |
| 長野県         | 長野放送           | フジテレビ系列 | 日曜 12:00 - 12:55           | 遅れネット |
| 長崎県         | テレビ長崎         | フジテレビ系列 | 土曜 13:00 - 13:55           | 遅れネット |
| 宮城県         | ミヤギテレビ       | 日本テレビ系列 | 日曜 12:35 - 13:30           | 遅れネット |
| 静岡県         | 静岡第一テレビ     | 日本テレビ系列 | 金曜 1:20 - 2:15（木曜深夜） | 遅れネット |
| 広島県         | 広島テレビ         | 日本テレビ系列 | 火曜 15:50 - 16:50           | 遅れネット |
| 山口県         | 山口放送           | 日本テレビ系列 | 月曜 9:30 - 10:25            | 遅れネット |
| 高知県         | 高知放送           | 日本テレビ系列 | 土曜 1:08 - 2:08（金曜深夜） | 遅れネット |

- テレビ東京系列としてはあくまでローカルセールス枠の番組のため、通常編成時には同時ネットとする同系列局および名阪地区の独立局であっても、局の編成の都合で臨時非ネットもしくは（テレビ東京と同時刻での放送であったとしても）遅れネットとすることがあった。

### 過去のネット局
| 放送対象地域 | 放送局     | 系列           | 放送日時                     | 終了時期・備考                                                       |
| ------------ | ---------- | -------------- | ---------------------------- | -------------------------------------------------------------------- |
| 富山県       | 北日本放送 | 日本テレビ系列 | 木曜 0:34 - 1:30（水曜深夜） | 2011年10月27日より放送を開始したが、 2012年3月29日放送分で打ち切り。 |

## 補足
- タカアンドトシと繁田は約2年前まで『タカトシの空飛ぶチェリーパイ』で一緒に司会を務めていた。
- レギュラーパネラーは休むことが珍しくなく2012年2月21、28日放送分は八代を含めた4人中ローラを除き3人が欠席した。
- 2012年4月以降は編成の都合上休止することが多く2011年4月から1年間で放送回数は33回だったが2012年4月からの半年はわずか12回しかなかった。
- 最終回は一転して収納SPと今までとはガラッと変わったテーマで関根と八代が欠席したまま特に挨拶もなく終了した。